# BV Osterfeld
Maillots
Dernière mise à jour : 19 avril 2011.
Le BV 1919 Osterfeld est un club allemand de football localisé dans la commune d’Osterfeld à Oberhausen, en Rhénanie du Nord/Westphalie.

## Histoire (football)
Le club fut fondé, sous le nom de Germania Osterfeld en 1919 à la périphérie d’Oberhausen à un endroit appelé "Siedlung Stemmersberg".
Par la suite le club porta aussi la dénomination de BV Klosterhardt puis enfin de BV Osterfeld.
Le club joua de manière assez anonyme dans les séries inférieures jusqu’au terme de la Seconde Guerre mondiale.
De 1944 jusqu’à la fin du conflit, le club format une association de guerre (en Allemand: Kriegspielgemeinschaft – KSG) avec le SpVgg Sterkrade 06/07 pour jouer sous le nom de KSG Osterfeld/Sterkrade.
En 1945, le club fut dissous par les Alliés, comme tous les clubs et associations allemands (voir Directive n°23). Il fut rapidement reconstitué.
En 1947, Arnold Germar, un tailleur de pierre, reprit la présidence du BV Osterfeld. Le club monta en Landesliga Niederrhein en 1954. Deux ans plus tard, cette ligue, située à l’époque au 3e niveau de la hiérarchie, fut renommée Verbandsliga Nierderrhein.
En 1960, le BV Osterfeld fut sacré champion de la Verbandsliga Nierderrhein. Il termina aussi premier du tour final et monta en 2. Oberliga West. Lors du Championnat d’Allemagne Amateur pour lequel il était qualifié, le club atteignit la finale, après avoir éliminé le 1. FC Kaiserslautern Amateure en demi-finale (2-0). Au Jahnstadion d’Herford, le BV Osterfeld partagea (1-1, après prolongation) face au Hanover SV 96 Amateure. À cette époque, on ne procédait pas encore à une séance de tirs au but. La finale fut rejouée trois jours plus tard. Elle sanctionna la victoire de l’équipe de Basse-Saxe (3-0). Le BV Osterfeld dut se contenter du titre de Vice-champion d’Allemagne Amateur.
En 1961, le club termina dernier de la 2. Oberliga West et redescendit en Verbandsliga Nierderrhein. Trois saisons plus tard, il fut relégué en Landesliga Niederrhein (niveau 4) mais remonta directement à la fin du championnat suivant.
Le BV Osterfeld presta en Verbandsliga Nierderrhein jusqu’en 1968 puis descendit. En 1974 glissa en Bezirksliga (niveau 5).
Depuis lors, le BV Osterfeld recula dans la hiérarchie et n’apparut plus dans les plus hautes ligues régionales. il dut laisser la prédominance à son rival local du SV Adler Osterfeld.
En 2010, le BV 1919 Osterfeld évolue en Kreisliga B Niederrhein (Oberhausen/Bottrop, Groupe 1), soit au 10e niveau de la hiérarchie de la DFB.

## Palmarès
- Vice-champion d’Allemagne Amateur: 1960
- Champion de la Verbandsliga Niederrhein: 1960.